# 葉清芳
葉清芳（1960年—2005年6月15日），臺灣攝影記者、攝影家，代表作品為紀錄1980年代臺灣社會面貌的黑白攝影照片。

## 生平
1960年，葉清芳生於臺北縣瑞芳鎮。1982年，他在世新專科時以拍攝動物園鳥籠貓頭鷹和孩童對視的玻璃反影，得到當年全國大專院校攝影大賽的黑白組金牌獎。
1986年，葉清芳任《時報周刊》攝影記者。1987年7月，臺灣解嚴之初，社會運動蓬勃，葉清芳就常拍攝街頭運動、警民之間的衝突。該年，葉清芳替康寧祥拍攝選舉演講現場，以重複曝光的拍攝手法，表達眾人狂熱，而日後成為好評的攝影作品。日後，這些照片成為記錄台灣民主運動的史料。
葉清芳攝影地點有中港台等地，最具代表性為在1980年代紀錄臺灣社會面貌的黑白攝影，表現孤獨、虛無、又詭異的時代氣息。這些都市攝影作品，以重複曝光、慢速快門的手法，製造晃動模糊、殘影效果，表達混亂、詭異、疏離，被評為詮釋了1980年代的臺灣社會角落。1990年5月1日，葉清芳將他拍攝都市場景照片，與潘小俠、侯聰慧、劉振祥在台中市金山路29號金石藝廊一同展出13天。
1991年，葉清芳調任《中國時報》攝影記者。2001年底，葉清芳辭去新聞記者工作，在台北市同安街開設取名為「芳芳大酒家」的牛肉麵店。
葉清芳與被戲稱為「攝影酒黨」的記者同好潘小俠、侯聰慧常終日夜飲酒。綠色小組李三沖認為葉清芳個性頹廢、放縱、狂野。葉清芳一度以開麵店振作，但後來又繼續酗酒消沉，最後三、四年是住在朋友陳嘉仁家中，還因飲酒過度損害肝臟幾度緊急送醫。
2004年4月10日，葉清芳在台北市長官邸藝文沙龍展出他以針孔攝影的作品，有黃才郎、林強、伍佰、王浩威等人照片，他們受葉清芳邀進入一個隱密空間中，先看葉清芳特意安排的符號和影像，再受邀者由按下快門線，成為攝影作品。張照堂表示，葉清芳辭去攝影記者後，也曾想要突破轉型，嘗試油畫創作，並推出針孔攝影展轉向概念攝影，但都並未得到預期的重視。葉清芳曾畫了百餘幅油畫，但都消失。
葉清芳於2005年6月15日晚病逝，死因為肝疾，終生未婚。

## 身後
國家攝影文化中心將葉清芳在1980年代的攝影作品放在官網的線上展覽區，內容分為「小鎮片段」、「海濱記事」、「台北況味」、「人間拾遺」、「狂飆年代」等五個子題。

## 攝影專書
- 葉清芳. . 臺灣攝影工作室. 1999. ISBN 9789579735292.